# کتابخانه مولانا آزاد

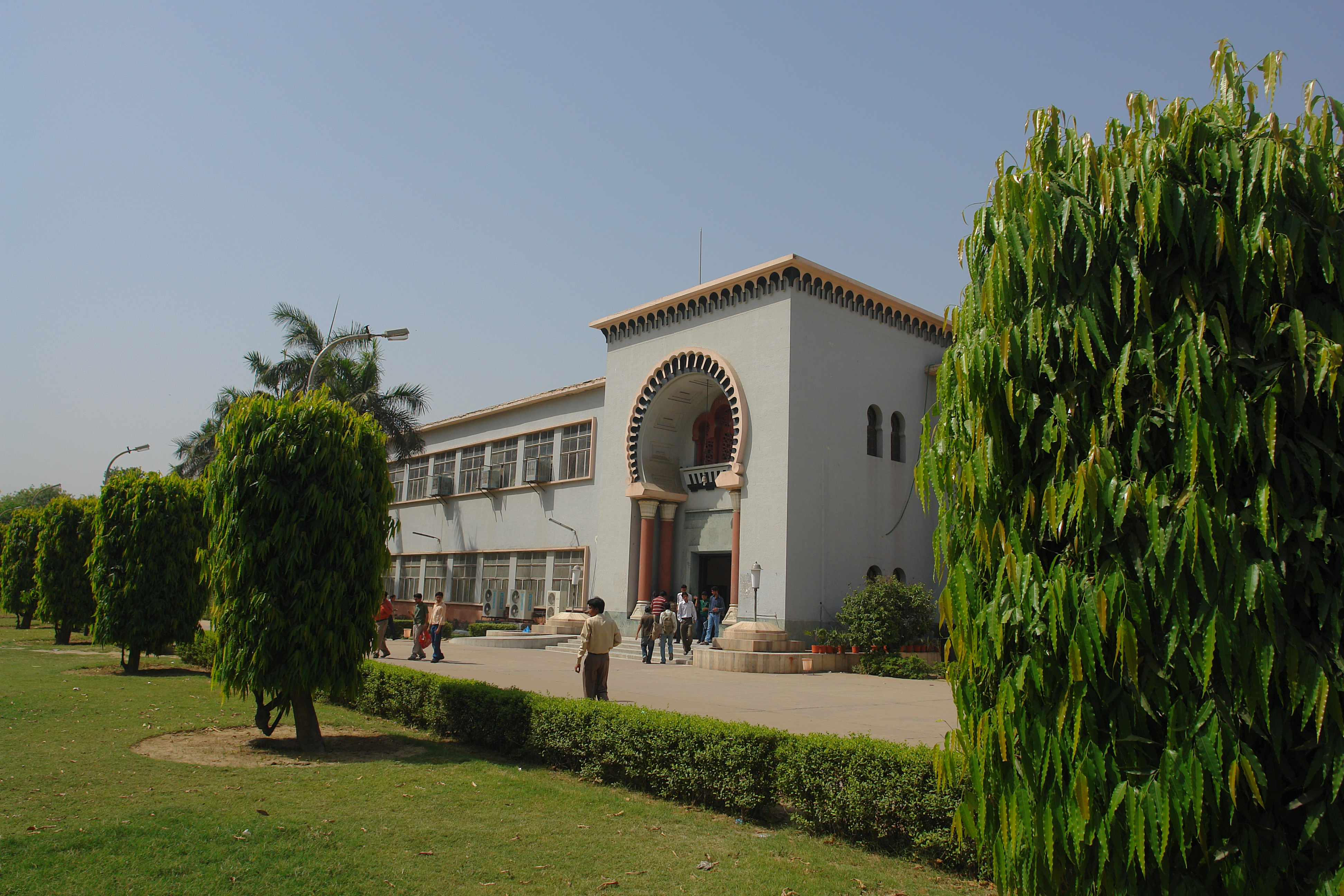
ورودی کتابخانه مولانا آزاد در دانشگاه اسلامی علیگر

کتابخانه مولانا آزاد (هندی: मौलाना आज़ाद किताब ख़ाना اردو: مولانا آزاد کِتاب خانه «Maulānā Azād Kitāb Khāna» انگلیسی: Maulana Azad Library) از کتابخانه‌های معتبر و گنجینه‌های مهم نسخ خطی به ویژه در زمینه منابع فارسی و اسلامی در کشور هند است که در دانشگاه اسلامی علیگر واقع در شهر علیگر ایالت اوتار پرادش در شمال کشور هندوستان قرار دارد.

## پیشینه
این کتابخانه عظیم با گنجینه‌های کم‌نظیر علمی و فرهنگی، در سال ۱۹۶۰ میلادی در دانشگاه اسلامی علیگر افتتاح شد و اکنون با بیش از ۹۰۰ هزار کتاب، روزانه به ۵۰۰۰ نفر از دانشجویان و اساتید خدمات ارائه می‌کند. در این کتابخانه بزرگ فقط ۱۷ هزار جلد کتاب به زبان فارسی وجود دارد که اغلب اهدایی مسئولان ایرانی بوده‌است. همچنین در این کتابخانه آثار نفیس خطی فارسی نگهداری می‌شود.
سر سید احمد خان مؤسس دانشگاه اسلامی علیگر همزمان با تأسیس دانشگاه، کتابخانه شخصی خود را به این مرکز علمی و اسلامی اهدا کرد. این کتابخانه با مجموعه کتاب‌های اهدایی دیگر، به نام کتابخانه «لرد لیتن» فرماندار کل بریتانیا در هند نامیده شد.
در سال ۱۹۲۴ میلادی تا ۱۹۲۶ میلادی صاحب‌زاده آفتاب احمدخان ریاست دانشگاه را به عهده داشت. وی توجه خاصی نسبت به توسعه کتابخانه مبذول کرد و کتابخانه شخصی خود را که مجموعه‌ای نفیس از کتابهای حقوقی که هنگام تحصیلاتش در دانشگاه کمبریج جمع‌آوری کرده بود را به کتابخانه دانشگاه اهدا نمود. همچنین بودجه‌ای برای خرید کتابهای مورد استفاده دانشجویان در نظر گرفت. خرید کتاب‌ها در زمینه علوم مختلف باعث اعتبار علمی بیشتر کتابخانه و دانشگاه گردید. همچنین اهدا بسیاری از مجموعه‌های نفیس شخصی متعلق به اساتید و بزرگان، باعث تقویت بنیهٔ علمی کتابخانه شد.
در سال ۱۹۴۸ میلادی دکتر ذاکر حسین به‌عنوان رئیس دانشگاه اسلامی علیگر برگزیده شد. توجه وی به کتابخانه و ضرورت گسترش فضای مناسب‌تر برای نگهداری کتاب‌ها و امکانات بیشتر برای پاسخگویی به مراجعین، زمینه‌ای را فراهم آورد تا رئیس دانشگاه با حکومت مرکزی و مرکز اعانهٔ دانشگاه‌ها در این زمینه تبادل‌نظر داشته باشند. وی توانست مبلغ یک میلیون و سیصد هزار روپیه برای ساختمان جدید کتابخانه از حکومت مرکزی دریافت نماید.
سنگ‌بنای ساختمان جدید کتابخانه در سال ۱۹۵۵ میلادی توسط جواهر لعل نهرو اولین نخست‌وزیر هند پس از استقلال نهاده شد. این ساختمان توسط مهندس فیاض الدّین طراحی و به مرحله اجرا گذشته شد. ساختمان جدید در سال ۱۹۶۰ میلادی افتتاح شد و به پاس خدمات مولانا ابوالکلام آزاد، متفکر و نویسندهٔ معروف هند، به نام کتابخانه مولانا آزاد نامیده شد.

## ویژگی‌ها
این کتابخانه اکنون در مرکز دانشگاه علیگر قرار گرفته‌است. کتابخانه در دو طبقه دارای سه سالن بزرگ برای مطالعه با ظرفیت ۱۸۰۰ نفر می‌باشد. هر سالن دارای سه بخش، بخش مطالعه دارای ۲۸۰ کرسی، بخش مرجع ۱۵۰ کرسی و سالن جدید ۱۳۰ کرسی است. کتابخانه آزاد با ظرفیّت بیش از یک میلیون کتاب دارای ۸۸۴۷۰۳ جلد کتاب در زمینه علوم مختلف است. مجموعه نسخ خطی این کتابخانه تا سال ۱۹۹۶ میلادی بالغ بر ۱۴۵۶۰ نسخه به زبان‌های فارسی، عربی، اردو و سانسکریت گزارش شده‌است.
کتابخانه مولانا آزاد، دارای مجموعه‌های بسیار نفیسی از تابلوها، خطوط، نقاشی‌ها، مینیاتورها، سکه‌ها و نسخ خطّی نادر است که توسط علما، امرا و اندیشمندان به کتابخانه اهدا گردیده و تاکنون به نام آنان در کتابخانه نگهداری و مورد استفاده قرار گرفته‌است. ازجمله مجموعه‌های اهدایی نسخ خطّی، مجموعه‌های ذخیره حبیب گنج، ذخیره احسن مارهروی، ذخیره شیفته، ذخیره عبدالسّلام، ذخیره آفتاب، جواهر موزیم (موزه جواهر)، ذخیره منیر عالم، ذخیره قطب الدّین، ذخیره سبحان الله خان و ذخیره سلیمان را می‌توان نام برد.
از مجموعه این گنجینه‌های اهدایی، فهرست ذخیره‌های زیر تاکنون انتشار یافته‌است:
۱ـ ذخیره حبیب گنج
۲ـ خیره احسن مارهروی
۳ـ ذخیره شیفته